# Landsjaftnyj Zakaznik Sinsja
Landsjaftnyj Zakaznik Sinsja (ryska: Ландшафтный Заказник Синьша) är ett naturreservat i Belarus.   Det ligger i voblasten Vitsebsks voblast, i den norra delen av landet, 250 km nordost om huvudstaden Minsk.
I omgivningarna runt Landsjaftnyj Zakaznik Sinsja växer i huvudsak blandskog. Runt Landsjaftnyj Zakaznik Sinsja är det glesbefolkat, med 10 invånare per kvadratkilometer.